# Datwyler Bucker/Dubs Lerche R-180
El Datwyler Bucker/Dubs Lerche R-180 fue un biplano acrobático suizo mono-biplaza desarrollado desde el Bücker Bü 131, que voló por primera vez en 1963.

## Desarrollo
Era un biplano asegurado por medio de alambres de acero, motorizado con un bóxer Lycoming IO-360-B1B de cuatro cilindros refrigerado por aire, que daba una velocidad máxima de 220 km/h y una autonomía de 500 km.

### Aeronaves similares
- Bücker Bü 131
- Bücker Bü 133
- Boeing-Stearman Kaydet
- de Havilland Tiger Moth
- De Havilland Hornet Moth
- Fisher Youngster
- Stampe SV.4